# Michèle Rakotoson
Michèle Rakotoson (născută în 1948) este un scriitoare și jurnalistă malgașă. Printre romanele sale se numără și Dadabé. Din 1983, locuiește în Franța. Ultimul roman "Ea, primăvara", publicat în Franța, povestește avatarurile unei tinere malgașe ajunsă la Paris în dorința de a studia.
A fost ziaristă la Radio France International. Din 2008 s-a întors în Madagascar și locuiește la Antananarivo. Construieste o pensiune în stil tradițional malgaș pe care intenționează să o folosească pentru găzduirea artiștilor din toată lumea. Din 2022, Ambatomanga, Le silence et la douleur"", Édition Broche, 2022.